# گانگستر نازنین من
گانگستر نازنین من (انگلیسی: My Sweet Mobster; کره‌ای: 놀아주는 여자) یک مجموعه تلویزیونی محصول کره جنوبی با بازی اوم ته گو، هان سون هوا و کوان یول است. این مجموعه از ۱۲ ژوئن تا ۱ اوت ۲۰۲۴، روزهای چهارشنبه و پنجشنبه ساعت ۲۰:۵۰ (کی‌اس‌تی) از جی‌تی‌بی‌سی پخش شد. این مجموعه برای استریم در ویکی و ویو در مناطق منتخب قابل دسترسی است.

## بازیگران

### اصلی
- اوم ته گو در نقش سو جی هوان[۲]
- هان سون هوا در نقش گو اون ها[۲]
- کوان یول در نقش جانگ هیون وو[۶]